# Pico Quioveo
Der Pico Quioveo ist mit 598 m die zweithöchste Erhebung der Insel Annobón im Golf von Guinea, die politisch zu Äquatorialguinea gehört. Der Berg liegt im Zentrum der Insel, südlich des Lago Mazafim, dem zentralen Kratersee der Insel.
Annobón ist ein einstiger Vulkan und entstammt dem gleichen Hotspot („Kamerunlinie“), der auch die Inseln Bioko, São Tomé und Príncipe sowie den Kamerunberg auf dem afrikanischen Festland bildete. 